# Melanagromyza inthanonensis
Melanagromyza inthanonensis este o specie de muște din genul Melanagromyza, familia Agromyzidae, descrisă de Spencer în anul 1986.
Este endemică în Thailand. Conform Catalogue of Life specia Melanagromyza inthanonensis nu are subspecii cunoscute.